# Hitomi Yaida
Hitomi Yaida (矢井田瞳, Yaida Hitomi, 28 juillet, 1978) est une musicienne japonaise, née à Toyonaka.

## Biographie
À 19 ans, Yaiko (son surnom) achète sa première guitare, une Yamaha bon marché à 10 000 yens, sur laquelle elle a appris à jouer et composer elle-même.
Mais son travail finit par payer et trois ans plus tard, elle fait ses débuts en tant qu'indépendante chez Aozara Records.
Son premier single, Howling, sort en mai 2000 et deux mois plus tard, Yaiko obtient un contrat avec le label major Toshiba EMI, ainsi qu'un plus petit contrat avec un label indépendant anglais.
Son premier album, Daiya-monde, atteint rapidement le haut des classements et s'ensuit une tournée nationale dont toutes les dates se retrouvent sold-out dès les précommandes. Mais elle ne s'arrête pas là et entreprend donc six autres dates en Angleterre dans des salles plus petites. En août, ce sont deux concerts spéciaux qui suivent, l'un à l'Osaka-jō Hall et l'autre au Yokohama Arena.
Après quelques autres concerts et sorties, Yaiko sort son premier album compilation au Royaume-Uni.
Depuis, chaque année voit sortir un nouvel album, excepté 2004 où elle sort cette fois deux albums compilations, le premier étant une collection de ses singles et le deuxième, une sélection personnelle de ses chansons préférées.
Entre 2003 et 2004, la chanteuse ne fait pas vraiment parler d'elle.
Fin 2004, elle fait quand même 80 000 entrées avec ces deux concerts aux Dômes d'Osaka et de Tokyo.
En 2005, Yaida participe à un concert Unplugged organisé par MTV. Même si ce genre de concert est assez répandu dans l'ouest, il faut signaler qu'au Japon, cela reste quand même un événement assez particulier que seule une poignée d'artistes ont pu jouer (par exemple Utada Hikaru ou Chage and Aska ou Love Psychedelico).
Ce concert acoustique a d'ailleurs été si bien accueilli que c'est une tournée entièrement acoustique qui suivra.
En août 2005, elle sort un nouvel album après deux ans d'attente : Here today  gone tomorrow. Avec ses nouvelles chansons, Yaiko a participé à de nombreux festivals pendant l'été et finit son année avec deux performances au Nippon Budokan et à l'Osaka Jo Hall.

## Albums
- daiya-monde (2000)
- Candlize (2001)
- i/flancy (2002)
- Air/Cook/Sky (2003)
- Here today - gone tomorrow (2005)
- IT'S A NEW DAY (2006)
- colorhythm (2008)
- Vivid Moments (2011)
- panodrama (2012)